# Pristimera
Pristimera es un género de plantas con flores  pertenecientes a la familia Celastraceae. Comprende 40 especies descritas y de estas, solo 25 aceptadas.

## Descripción
Son bejucos, árboles delgados o arbustos con ramas escandentes, completamente glabros. Hojas pecioladas, márgenes serrados o undulados, nervadura prominente o escasamente prominente en ambos lados, frecuentemente amarillentas. Inflorescencia axilar, algunas veces surgiendo desde ramitas afilas por debajo de las hojas, pedunculada, en cimas con ramificación dicótoma, flores pocas a muchas, pediceladas o casi sésiles, diminutas a muy pequeñas, verde amarillentas o blancas; sépalos enteros o denticulados; pétalos patentes o suberectos, orbiculares a ovados, delgadamente carnosos a membranáceos, enteros o débilmente erosos, frecuentemente punteado-glandulares; disco carnoso, diminuto, plano o pateliforme con un margen muy corto, erecto o semierecto; estambres con filamentos suberectos, muy ensanchados hacia la base, anteras transversalmente dehiscentes, pequeñas; ovario deprimido 3-lobado, cada lóculo con 2–10 óvulos; estilo corto, subulado, o menudamente capitado, estigmas mayormente inconspicuos. Fruto 3-carpelar, los mericarpos unidos individualmente a un receptáculo hinchado, dehiscentes por la sutura del medio, el pericarpo papiráceo o coriáceo; semillas aladas, el ala basal y mucho más larga que la parte embriónica, o angosta y rodeando a la parte embriónica.

## Taxonomía
El género fue descrito por  John Miers y publicado en Transactions of the Linnean Society of London 28: 330, 360. 1872. La especie tipo es: Pristimera verrucosa (Kunth) Miers

## Especies seleccionadas
- Pristimera andina
- Pristimera andongensis
- Pristimera apiculata